# Dvorce, Jihlava
Dvorce là một làng thuộc huyện Jihlava, vùng Vysočina, Cộng hòa Séc.